# Ninagawa Torazō

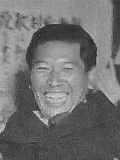
Ninagawa Torazō

Ninagawa Torazō (japanisch 蜷川 虎三; geboren 24. Februar 1897 in Tōkyō, Präfektur Tokio; gestorben 27. Februar 1981) war ein japanischer Politiker, Wirtschaftswissenschaftler und Statistiker. Er war von 1950 bis 1978 Gouverneur der Präfektur Kyōto.

## Leben und Wirken
Ninagawa Torazō studierte an der Universität Kyōto und publizierte sein erstes Buch und zwar über Wirtschaftsstatistik (統計学研究, Tōkeigaku kenkyū), das 1931 im Iwanami-Verlag erschien. 1939 wurde er ordentlicher Professor an seiner Universität.
Nach dem Pazifikkrieg wurde er 1948 unter dem Kabinett Ashida zum Gründungsdirektor des „Amts für Mittel- und Kleinbetriebe“ (中小企業庁 Chūshō kigyō-chō) des Handels- und Industrieministeriums (Shōkō-shō→1949 Tsūshō-Sangyō-shō) ernannt. Er gab aber schon 1950 das Amt wegen Meinungsverschiedenheiten mit dem konservativen Kabinett Yoshida wieder auf.
Gestützt von einer linken Koalition wurde er 1950 als SPJ-Kandidat zum Gouverneur der Präfektur Kyōto gewählt. In den 1960er Jahren widersetzte er sich fortwährend der Politik der Landesregierung, die die Großindustrie zentral gesteuert förderte, um ein schnelles Wirtschaftswachstum zu erreichen. Ninagawa bevorzugte eine Kreditvergabe in großem Umfang, um die Klein- und Mittelindustrie und ländliche Unternehmen zu fördern.
Nach 1966 näherte sich Ninagawa der Kommunistischen Partei Japans, was allmählich zur Grundlage seiner Wiederwahl wurde. Bei seiner letzten Wahl 1974 unterstützten Teile der SPJ den LDP-DSP-Kōmeitō-gestützten Gegenkandidaten Ōhashi Kazutaka (vorher SPJ-Senator für Kyōto) und Ninagawa wurde nur mit weniger als 5.000 Stimmen Vorsprung für eine siebte Amtszeit wiedergewählt. 1978 zog sich Ninagawa aus der Politik zurück.